# سارا ميسر
سارا ميسر (بالإنجليزية: Sarah Messer)‏ (1966)؛ كاتِبة وشاعرة أمريكية. درست في جامعة ميشيغان.